# Інасікі (Ібаракі)

35°57′24″ пн. ш. 140°19′26″ сх. д. / 35.95667° пн. ш. 140.32389° сх. д.
Іна́сікі (яп. 稲敷市, いなしきし, МФА: [inaɕi̥kʲi ɕi̥]) — місто в Японії, в префектурі Ібаракі.

## Короткі відомості
Розташоване в південно-західній частині префектури, на берегах озера Касуміґаура та річки Тоне. Виникло на основі сільських поселень раннього нового часу. Засноване 22 березня 2005 року шляхом об'єднання містечок Сасіма, Сін-Тоне, Адзума та села Сакураґава. Основою економіки є сільське господарство та харчова промисловість. В місті розташований буддистський монастир Дайнендзі, споруджений 1582 року. Станом на 1 жовтня 2007 площа міста становила 178,12 км². Станом на 1 серпня 2008 населення міста становило 47 775 осіб.